# Néstor Tomás Vélez Betancourt
Néstor Tomas Vélez Betancourt (La Habana, 5 de mayo de 1956) es un Maestro Internacional de ajedrez cubano.
Su máximo elo fue de 2410 puntos, en la lista de la FIDE del 1 de enero de 1982.

## Resultados destacados en competición
Fue una vez ganador del Campeonato de Cuba de ajedrez, en 1980, celebrado en Holguín, provincia de Holguín.
Fue ganador del campeonato de Cuba juvenil en 1972, celebrado en Puerto Padre, provincia de Las Tunas.
Participó en diversos abiertos y festivales ajedrecísticos entre ellos:
- Ganó en torneo de las Fuerzas Armadas Revolucionarias de Cuba.
- Ganó el torneo Abierto Radio Rebelde, organizado por la emisora cubana en 1980.
- El Festival Caribeño de ajedrez en Trinidad y Tobago, en 2010, terminó en la 6 posición.[4]
- El Suriname open Rotary Chess Tournament en Surinam, en 2011, terminó en la 5 posición.[5]

## Carrera como entrenador y escritor
Fue entrenador del Instituto Superior Latinoamericano de Ajedrez, ISLA, de la Casa de Altos Estudios de Universidad de La Habana, entre 1995 al 2000 y de la selección escolar de la provincia de La Habana.
Actualmente es el entrenador se la selección nacional de Surinam.